# Taabo
 (avril 2013).
Si vous disposez d'ouvrages ou d'articles de référence ou si vous connaissez des sites web de qualité traitant du thème abordé ici, merci de compléter l'article en donnant les références utiles à sa vérifiabilité et en les liant à la section « Notes et références ».
 (avril 2013).
- Si vous ne connaissez pas le sujet, laissez ce bandeau (vous pouvez alors contacter les auteurs).
- Si vous supprimez le contenu mis en cause (vous pouvez préalablement contacter les auteurs),

argumentez précisément cette suppression dans la page de discussion
(un manque de référence n'est pas un argument ; une recherche réelle de référence doit avoir été effectuée, être formellement documentée).
Taabo est une localité du sud de la Côte d'Ivoire devenue chef lieu de département anciennement située dans le département de Tiassalé et appartenant depuis 2011, à la Région de l'Agnéby-Tiassa. La localité de Taabo est un chef-lieu de commune. L'élu municipal de ladite localité à la suite des élections municipales du 2 septembre 2023 est M. KOUADIO BEUGRE BERNARD avec 32,34 % des voix.
La sous-préfecture de Taabo est située au Nord-Ouest du département de Tiassalé à 160 km d'Abidjan et à 85 km environ de la capitale politique Yamoussoukro. Elle est limitée au Nord par les départements de Toumodi et Oumé. À l'ouest par le département de Divo. La sous-préfecture de Tiassalé constituant la limite Sud et Est.

## Le développement de Taabo
Au fil du temps, ce lieu singulier prendra de l'envergure pour être progressivement un campement, un anneau puis un village qu'on appellera Taabo. Avec la construction du barrage hydroélectrique, ce vocable va s'y coller : on parlera du barrage de Taabo. L'ancien village ayant disparu sous les eaux du barrage un nouveau sera construit pour y accueillir la population sinistrée : on parlera de Taabo village. Une cité luxueuse de riches travailleurs ivoiriens expatriés verra le jour pour l'animation des travaux du barrage : on lui donnera le nom de Taabo cité.
A la faveur du décret portant organisation de Taabo en sous-préfecture, on parlera de Taabo sous-préfecture. De par son accès au titre de Commune de plein exercice, on dira encore Taabo Commune. Devant ce dénominateur commun d'une dynamique régionale n'est-on pas en droit d'évoquer Taabo comme homophonie ou homonymie? Le constat le plus évident est que ce credo est couplé avec l'essor socio-économique ou socio-politique d'une région. Peut-on l'entrevoir comme le catalyseur du progrès ou simplement un terme qui accompagne et colle à une situation en pleine mutation?
Deux pistes peuvent être explorées pour la réception de Taabo comme un hymne au développement.

Une incursion dans l'histoire de Taabo n'est-elle pas révélatrice? Taabo qui a été singulièrement érigée en sanctuaire par une symbiose entre les humains et l'intangible est plein d'enseignement. Cette symbiose qui prend le vocable Taabo comme la trame de toute une dynamique sociale ou politique peut être désignée comme le générateur du succès qui caractérise ce lieu. Cela doit nous interpeller dans la mise en œuvre de toute entreprise humaine. Il faut toujours rechercher un éventuel coup de pouce des entités surnaturelles.
On pourrait au demeurant percevoir ce vocable qui a insufflé une dynamique sans précédent à une région comme une prédiction. Pour les esprits simples ou relationnistes cette dynamique ne sera perçue comme un simple transfert de nom à chaque stade du développement général ou sectoriel d'un espace. Ce seront les adeptes de la thèse de l'homophonie ou l'homonymie comme énoncée ci-dessus. Concept simpliste ou expression d'une conclation avec l'intangible Taabo qui revient comme un credo, nous met devant un choix.

## L'essor économique de Taabo
Au début des années 1960, la Côte d'Ivoire dans sa politique de mondialisation et d'industrialisation a recherché pour sous-tendre ces divers secteurs des sources d'énergie renouvelables et bon marché. C'est ainsi que l'accent fut mis sur l'énergie hydroélectrique. Cette politique va concrètement se traduire par la construction des deux premiers prototypes : Ayamé 1 et 2 sur la Bia dans le Sud-Est ivoirien. La production de ces deux unités sera insuffisante au vu de l'importance des besoins en énergie électrique.

Un autre barrage sera construit sur le fleuve Bandaman à Kossou, à une vingtaine de kilomètres au Nord-Ouest de Yamoussoukro. En dépit de ses capacités de production, le quota énergétique requis est resté en deçà des espérances. Dans le souci permanent de satisfaire à la forte demande énergétique nationale puis à la mise en œuvre d'autres unités de production énergétique. L'un sur le Bandaman à 95 km en aval du barrage de Kossou. Deux autres sur le Sassandra. Celui de Buyo fut construit et devint opérationnel. Quant au barrage de Soubré, il fut finalement construit et inauguré en 2 novembre 2017.
Le barrage de Taabo dégage les caractéristiques suivantes : il est moyen par ses dimensions et le volume de sa réserve d'eau mais demeure le plus important au niveau de la productivité : il génère à lui seul, 35 % de l'énergie électrique nationale répondant à plein temps , à la production sollicitée pour pourvoir aux besoins énergétiques nationaux. La présence du barrage hydroélectrique de Taabo a été à l'origine d'une modification environnementale aux retombées socio-économiques certaines dans la région. Taabo par le lac est producteur de poissons et en amont du barrage, les aménagements effectués se prêtent aux cultures vivrières.
Toute cette production permet aux populations de se livrer à des activités génératrices de devises.
Le projet de construction du barrage hydroélectrique s'étant couplé avec l'émergence d'une luxueuse cité de travailleurs immigrés ivoiriens de haut rang social.

Ce sont pour la plupart des cadres ivoiriens logés dans ces édifices de très haut standing commis aux travaux de construction du barrage. Au départ de ces travailleurs immigrés, ces logements resteront vides pendant une certaine période. Ils seront occupés illico par des travailleurs locaux esquimaux.[Quoi ?] Pour permettre à cette cité de vivre et de jouir d'une certaine autonomie administrative, Taabo fut érigée en Sous-préfecture par décret N°861021 du 24 septembre 1986. La mise en service de la nouvelle Sous-préfecture s'est effectuée le 12 septembre 1987 avec 14 villages et 14 000 âmes.
Taabo dispose d'un potentiel humain compétent pour la gestion de ses réseaux sociaux. Aussi, la mise en œuvre d'une commune de moyen exercice s'est soldée par l'ouverture de la commune de Taabo en 1994. Ce sont là de conséquents indices qui ont été les pôles de prédilection qui ont insufflé une dynamique socio-économique à la région de Taabo. Cette forme de modernité d'un attrait certain ne peut-elle pas ouvrir des horizons pour la mise en œuvre d'un tourisme concurrentiel des temps modernes?

## Population
C'est une population majoritairement Akan et aussi composite, évaluée à environ 140 000 âmes. Les "Souamlin" étant la population autochtone et de loin la plus importante. La population allogène étant l'émanation d'un exode national et sous régional. Cette population d'accueil vit en symbiose avec ses voisins ce qui confère à la cité une atmosphère où il fait bon vivre.

## Le système démographique
Taabo abrite le premier site du système de surveillance démographique (DSS) de  Côte d’Ivoire depuis 2008.
Ce système permet le suivi rigoureux de tous les indicateurs socio-démographiques. Il a bénéficié dans sa mise en œuvre du soutien financier de l’organisation caritative suisse Fairmed (Ex-ALES), et de l’Institut tropical et de santé publique suisse.

## Administration
| Date d'élection | Identité               | Parti       | Qualité         |
| --------------- | ---------------------- | ----------- | --------------- |
| 2001            | Maurice Bandama        | RDR         | Cadre politique |
| 21 avril 2013   | Télésphore Kouamé      | PDCI-RDA    | Cadre politique |
| 2018            | N'gom Allassan Willam  | PDCI-RDA    | Cadre politique |
| 2023            | Kouadio Beugre Bernard | Indépendant | Cadre politique |

- Agboville: chef lieu régional.
- Tiassalé : chef lieu départemental
- Sikensi: chef lieu département voisin
- Taabo: chef lieu de département

## Représentation politique
- Par un député sur un total de 8 que compte la région Agnéby-tiassa
- décembre 2011: BANDAMA KOUAKOU MAURICE